# Klumpit (Karanggede)
Klumpit is een bestuurslaag in het regentschap Boyolali van de provincie Midden-Java, Indonesië. Klumpit telt 1817 inwoners (volkstelling 2010).